# Kiviõli
Kiviõli est une ville industrielle du Virumaa oriental, au nord de l'Estonie. Fondée en 1922, elle a obtenu le statut de ville en 1946. On y exploite notamment l'huile de baleine. La ville est divisée en deux quartiers : Küttejõu et Varinurme. Elle compte aujourd'hui environ 5 635 habitants(01/01/2014), dont une moitié est d'origine russe et a immigré pendant la période soviétique.

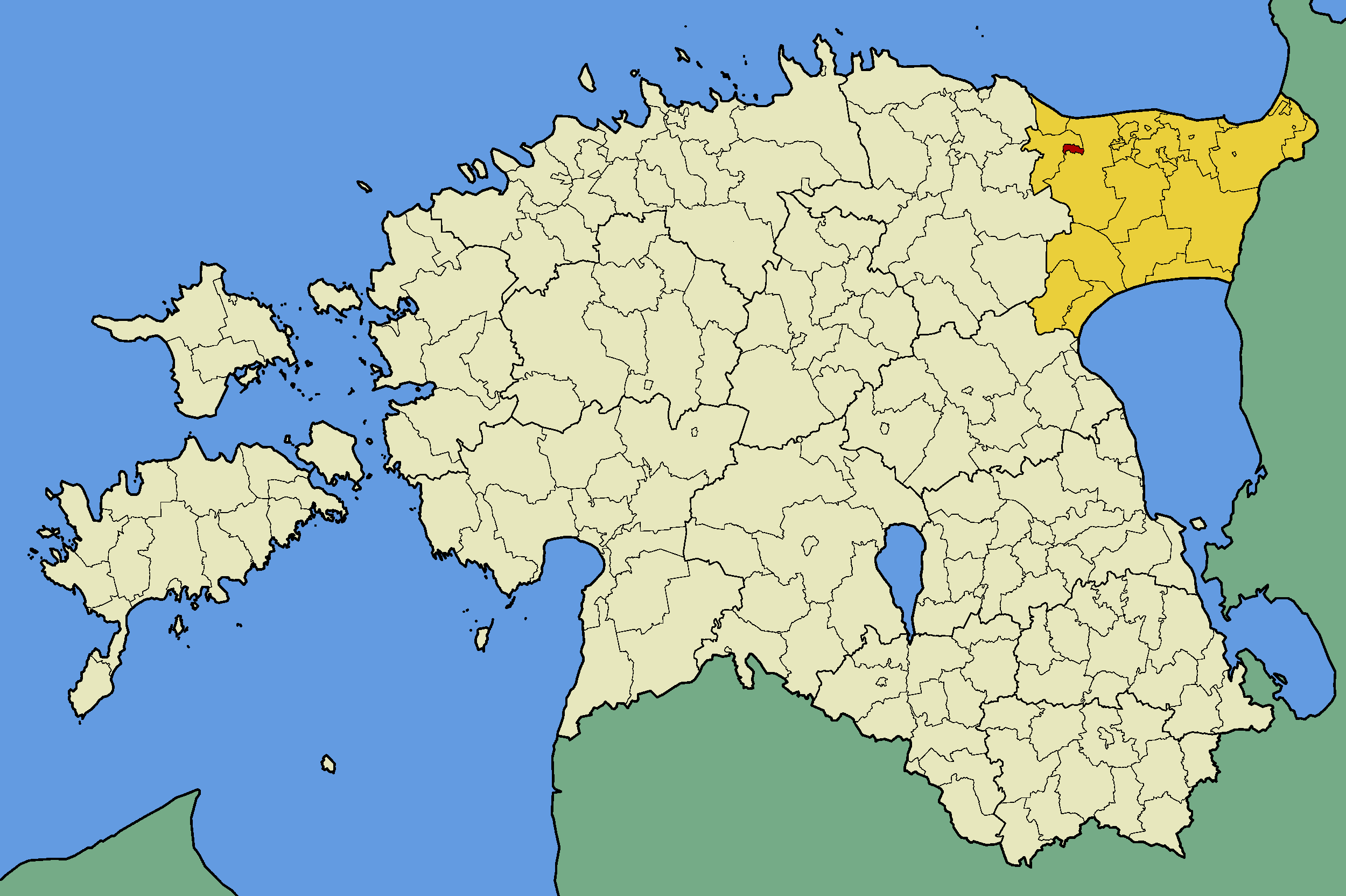
Ville de Kiviõli (rouge)
dans le Virumaa oriental (jaune).

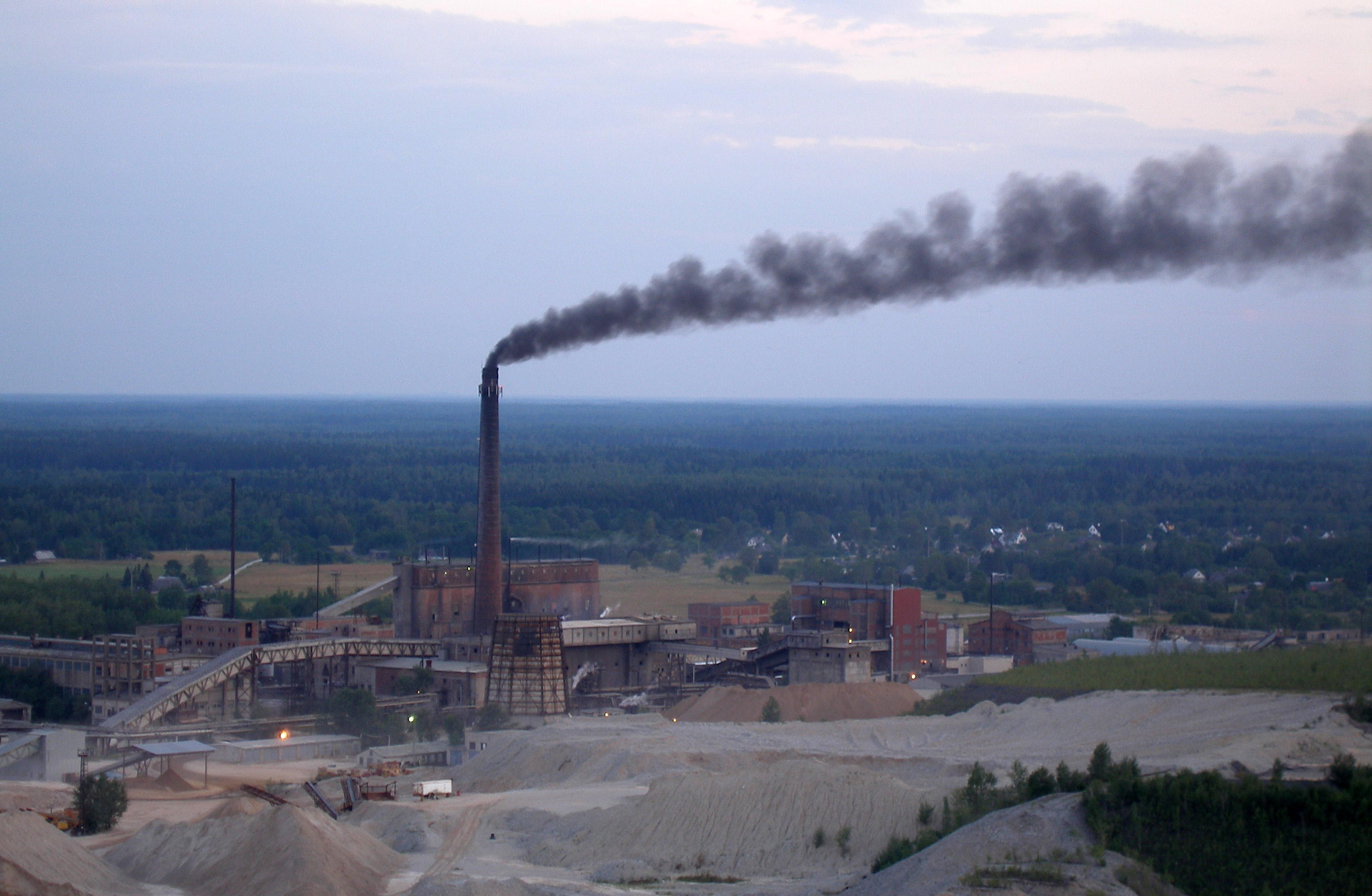
Usine chimique de Kiviõli

## Sports
- Championnats du monde de side-car cross de 2014